# 대전 괴정동 유적
대전 괴정동 유적(大田 槐亭洞 遺蹟)은 대전광역시 서구 괴정동에 위치한 청동기 시대의 돌널무덤, 석관묘 유적이다.

## 개요
1967년 7월에 밭을 경작하던 농민에 의해 우연히 발견된 이후에 국립박물관의 유물 발굴이 진행되었다. 이 곳에 위치한 돌널무덤은 화강암반층을 파고 구축되었는데 구덩이의 깊이는 2.7m, 너비는 73cm, 남북쪽 길이는 3.3m, 동서쪽 폭은 2.8m에 달한다. 돌널의 규모는 길이 2.2m, 폭 0.5m에 달하는데 깊이는 1m 정도로 추정된다.
발견 당시에는 다른 돌널무덤 유적과는 달리 바닥에 돌이 깔려 있지 않았고 윗부분을 뒤덮는 뚜껑돌 없이 무너진 돌덩이들로 채워져 있었다. 바닥에서 얇은 나무조각이 있는 점으로 볼 때 간단한 목관 시설이 있는 돌덧널무덤으로 추정된다. 또한 무덤의 주인은 머리를 남쪽으로 향해 누웠을 것으로 추정된다.
돌널 북쪽 부분에서는 덧띠토기(점토대토기, 粘土帶土器), 검은간토기(흑도장경호, 黑陶長頸壺), 청동 의기(儀器)가 출토되었다. 서쪽에서는 청동검, 남쪽에서는 식옥(飾玉)이 출토되었다. 특히 이 곳에서 출토된 청동기 유물로는 검파형(劍把形)·방패형(防牌形)·원개형(圓蓋形) 동기, 청동 거울, 동탁(銅鐸), 한국식 세형 동검(細形 銅劍), 마제 석촉(磨製 石鏃)이 있다.

## 참고 자료
- (한국어) 대전 괴정동 유적 - 한국민족문화대백과사전
- (일본어) 『大田槐亭洞遺跡』  - 고트뱅크
- (일본어) 『槐亭洞遺跡』  - 고트뱅크